# BeBox
BeBox era un computer biprocessore sviluppato da Be Incorporated che utilizzava il sistema operativo BeOS.

## Caratteristiche
Il prototipo della macchina utilizzava due processori AT&T Hobbit e tre DSP. In seguito AT&T decise di dismettere la sua linea di processori e Be Incorporated dovette per forza di cosa convertire la propria macchina e decise di utilizzare due processori PowerPC 603 a 66 MHz. Nel case nella macchina erano installate due barre led che rappresentavano la potenza di calcolo occupata dalle CPU e una porta esterna che poteva essere utilizzata per effettuare degli esperimenti con il computer.

## Storia
La BeBox venne presentata nell'ottobre del 1995 (BeBox Dual603-66). In seguito la macchina venne aggiornata nell'agosto del 1996 con due processori a 133 MHz (BeBox Dual603e-133), la produzione delle macchine venne interrotta alla fine del 1996 quando il BeOS venne adattato per poter essere utilizzato su macchine Macintosh dotate di processori PowerPC dato che la società aveva deciso di concentrarsi sul sistema operativo.
La società vendette 1000 BeBox a 66 MHz e 800 macchine a 133 MHz.